# 史瑞克2
《史瑞克2》（英語：Shrek 2）是由夢工廠製作的一部電腦動畫喜劇，為2001年動畫作品《史瑞克》的續集。2004年4月，此電影獲選參加2004年的坎城電影節。

## 剧情
在開頭，白馬王子（Prince Charming）駕著名駒跋山涉水前去營救費歐娜公主（Princess Fiona），到達目的地後卻從居住高塔的大野狼口中得知費歐娜已經去度蜜月，為此大為驚訝。
史瑞克與費歐娜由蜜月勝地Hansel回到沼澤後，卻發現驢子坐在史瑞克的鱷魚皮椅子上自顧自的唱歌。兩人使盡調虎離山之計要驢子知難而退以享受兩人世界，驢子卻因小龍女心情不佳而不願回去，直到把話講白驢子才不情願的離開。適逢一批武士站在沼澤外宣達「遠的要命王國」（Far Far Away）國王的詔書，邀請費歐娜與史瑞克參加慶祝他們結婚的慶典，以祝福費歐娜及其「白馬王子」。「遠的要命王國」統治者國王哈洛(Harold)和王后莉雅(Lilian)即費歐娜的雙親。史瑞克與費歐娜即帶同驢子起程前去。
無盡的旅程令驢子一直吵着問史瑞克和費歐娜到底到了沒有，直到史瑞克解說「遠的要命」的意義。當他們一到城堡之後，群眾已經等著盛大歡迎費歐娜與其「白馬王子」，並釋出鴿子迎賓，但當史瑞克、費歐娜與驢子從馬車上下來的瞬間，群眾連同費歐娜的父母全都鴉雀無聲。國王與王后試圖講些場面話，但史瑞克應對失當。翁婿二人一開始就互看不順眼。
晚宴中氣氛不佳。對皇室規矩一無所知的史瑞克將蝸牛連殼下肚，把洗手水當湯喝。再加上搞不清狀況的驢子中途進場攪局，話不投機的翁婿兩人逐漸互相較勁，直至公開相互咆哮，王后試圖圓場無功。生氣又難過的費歐娜把自己關進房間裡，適逢「神仙教母」突然到訪。接著史瑞克也進到房中企圖打包行李離開，但驢子和費歐娜並不想走，神仙教母看在眼中也非常生氣，因此給了費歐娜她的名片，但史瑞克將其奪走並表示他們已經過得很幸福了。樓上的國王對女婿亦是滿腹牢騷，王后告訴國王說要尊重費歐娜的選擇。此時神仙教母不請自來，企圖敷衍塞責的國王被強行帶進教母的馬車裡，她要求國王趕快趕走史瑞克以讓她的兒子「白馬王子」迎娶費歐娜。
國王隨後來到毒蘋果酒吧找殺手，而酒保（灰姑娘的醜姊姊）Doris則告訴國王只有一個人可以幹這件差事，國王因此雇用了「鞋貓劍客」（Puss in Boots）這隻高強的怪物殺手。當晚史瑞克讀了費安娜童年時寫的日記，得知費安娜寫著其實曾想嫁給英俊王子而感到沮喪。國王問史瑞克是否願意加入隔日早晨的打獵行程，還說費歐娜是世界上他最珍惜的東西，隨後史瑞克答應和國王出門，也承諾他會試著和費歐娜的父母好好相處。
隔天一早，史瑞克和驢子在樹林裡迷了路，「鞋貓劍客」突然跳出來驚嚇他們並攻擊史瑞克，而驢子越幫越忙。最後鞋貓劍客因過敏而失去行動能力，驢子建議他們應以（知名保護動物者） "「Bob Barker」的方式處置"，即絕育。鞋貓劍客只得說出是由國王主使。不被岳家接納而沮喪的史瑞克想起了神仙教母給他的名片，因此借了驢子的眼淚啟動上面的魔法，得知可至教母的魔藥工廠諮詢。兩人打算前往時，鞋貓因不殺之恩表示願意效忠史瑞克，並以無辜的眼神請求原諒，於是史瑞克在驢子的反對下和鞋貓結為朋友。三人到達魔藥工廠見到教母，教母卻告訴史瑞克怪物永遠不可能得到幸福，拒絕給他指點。之後史瑞克與驢子、鞋貓在工廠中亂闖，跑進魔藥倉庫後偷走了「幸福快樂神仙水」。
回到樹林後，史瑞克嗅了嗅魔藥後突然向著毒蘑菇打噴嚏，驢子試飲魔藥卻毫無用處，願意為愛犠牲的史瑞克一口喝盡，也沒有任何改變。暴雨突來，三人趕快前往穀倉躲雨並在那待了一夜。卻沒察覺到當雨水一落在毒蘑菇上，居然就長出了玫瑰來。在穀倉裡史瑞克和驢子突然暈了過去。「遠的要命王國」中的費歐娜也受到魔藥的影響暈了過去。隔日清晨當史瑞克和驢子醒過來的時候，才意識到自己已經變身成美男子與白色寶馬。依魔藥瓶上的說明，史瑞克必須在午夜前找到費歐娜並親吻她才能永遠保持這外表，因此驢子和鞋貓從一個貴族那裡偷來衣服讓史瑞克穿上，接著三人就趕往「遠的要命王國」。
醒來的費安娜發現自己變成美女後不禁尖叫，抵達大門的史瑞克聽到後立刻衝進房裡找她，而聽見史瑞克聲音的費歐娜也跑到門外找史瑞克，此時已經到房裡的史瑞克看見的卻是神仙教母，並被她施法關在房內。費歐娜找到變成白馬的驢子得知魔藥的效用，白馬王子卻突然出現並欺騙費歐娜自己是史瑞克。國王和王后來到費歐娜身邊，國王意會這是神仙教母和白馬王子的詭計卻心存顧忌。教母此時哄騙史瑞克，說費歐娜其實愛的是白馬王子，並且要史瑞克回到沼澤，以便成全費歐娜和白馬王子能永遠在一起。王后私下問國王是否知情，國王無言以對。
頹喪的史瑞克、驢子和鞋貓前往毒蘋果酒吧，卻看見國王、神仙教母和白馬王子進了小房間密談。好奇的史瑞克帶著驢子和鞋貓從窗戶偷聽對話。教母給國王一瓶會讓費歐娜愛上第一個吻她的男子的魔藥，國王斷然拒絕，並因阻礙女兒獲得真正的幸福而充滿罪惡感，然而神仙教母卻提醒他，他能擁有永遠的幸福快樂是教母給的，她當然也能取消，藉以威脅國王讓費歐娜喝下魔藥。教母隨後發現了史瑞克（因為驢子正生氣的大叫），立刻派出武士去逮捕史瑞克。
當晚皇室舞會開始時，眾多名人如睡美人等一一進場，另一邊薑餅人、小木偶皮諾丘、三隻小豬、三隻盲老鼠與大野狼，正窩在史瑞克家從魔鏡看著這場舞會直播。突然武士插播廣告，他們看到了武士們正在逮捕史瑞克三人的鏡頭，當史瑞克說出自己名字時，薑餅人暫停了節目，然後趕快倒帶重播剛剛的片段。那些童話人物們發現了一切，因此隨即趕路前往營救史瑞克三人。於此同時，國王正偷偷的將魔藥倒在給費安娜喝的茶水中，但當國王發現看著舞會的費歐娜，告訴國王她想要從前的史瑞克回來，並伸手去拿茶水時，國王卻趕緊要她選另外一杯茶水。
回到王國監獄內的地牢裡，童話人物們正準備營救史瑞克、驢子和鞋貓劍客。他們請Muffin Man烤製一個名叫Mongo的巨型薑餅人，他們想利用這個薑餅人闖入城堡。舞會裡的費歐娜和白馬王子正準備共舞，當Mongo開始拉下吊橋時，士兵卻朝向薑餅人澆熱牛奶，導致薑餅人Mongo的手臂脫離了身體。史瑞克鑽進縫隙去放下吊橋，接著和驢子一同衝進舞會大廳，與童話人物們一起搶走了教母的魔杖。費歐娜此時才察覺正在和她跳舞的人不是史瑞克，教母則要王子趕快親費歐娜讓魔藥生效。但是當白馬王子親完後，費歐娜卻狠狠的用頭把他撞昏，這才發現國王是故意給自己另一杯茶以維護女兒的幸福。史瑞克終於和費歐娜擁抱在一起，但此時白馬王子卻搶回魔杖丟給神仙教母，教母隨即將魔杖指向史瑞克，並且再度告訴他怪物永遠不可能得到幸福快樂。
教母接著使出魔法要殺死史瑞克，國王立刻挺身而出阻擋並用盔甲把魔法反彈回到教母身上，神仙教母因此化為泡沫消失不見──只剩她的眼鏡和魔杖留了下來。國王也被打回原形，原來他是隻青蛙。此時午夜鐘響，當史瑞克詢問費歐娜是否要接吻以維持兩人的俊美外表時，費歐娜卻告訴史瑞克，她只想和那個她嫁的怪物史瑞克，過著永遠幸福快樂的日子。
史瑞克、費歐娜與驢子接著都變回原來的模樣，國王也向史瑞克道歉同時告訴史瑞克他希望費歐娜快樂。國王給予兩人祝福後就準備要離開這個傷心地，但王后卻告訴國王即使他是一隻青蛙，自己仍然深愛著他。隨後全員開了個超大的派對徹夜熱舞。當派對結束後，落單的驢子感覺卻特別孤單，只能自己唱著歌。鞋貓劍客和兩個女孩正準備到 "小貓俱樂部"去玩樂，此時小龍女卻出現，並且告訴驢子她已經懷了兩人的孩子，最後驢子和小龍女成為一對驕傲的父母，因為他們養了一群驢子和噴火龍混種的孩子。

## 配音員
| 角色                               | 配音                            | 配音                | 配音   |
| 角色                               | 美國                            | 台灣                | 香港   |
| ---------------------------------- | ------------------------------- | ------------------- | ------ |
| 史瑞克（Shrek）                    | 麥克·邁爾斯                     | 宋克軍              | 杜汶澤 |
| 驢子（Donkey）                     | 艾迪·墨菲                       | 唐從聖              | 張衛健 |
| 費歐娜公主（Princess Fiona）       | 卡麥蓉·狄亞兹                   | 張韶涵              | 曾秀清 |
| 莉莉安王后（Queen Lillian）        | 茱莉·安德絲                     | 陳美貞              | 陸惠玲 |
| 鞋貓（Puss in Boots）              | 安东尼奥·班德拉斯               | 陳旭昇              | 古明華 |
| 哈洛國王（King Harold）            | 约翰·克里斯                     | 孫中台              | 李建良 |
| 白馬王子（Prince Charming）        | 鲁伯特·埃弗里特                 | 符爽                | 高翰文 |
| 神仙教母（Fairy Godmother）        | 珍妮弗·桑德斯                   | 魏晶琦 張雅涵（唱） | 吳鳳鳴 |
| 紅毯廣播員（Red Carpet Announcer） | 瓊·瑞佛斯 凱特·湯普森（英國）   | 陳季霞              | 羅嘉玲 |
| 多莉（Doris the Ugly Stepsister）  | 拉里·金 強納森·羅斯             | 李濤                | 周志輝 |
| 大野狼（Big Bad Wolf）             | 艾榮·華納爾                     |                     | 周志輝 |
| 皮諾丘（Pinocchio）                | 寇蒂·卡梅隆                     | 于正昇              | 古明華 |
| （The Three Little Pigs）          | 寇蒂·卡梅隆                     |                     | 黎家希 |
| 三隻瞎老鼠（Three Blind Mice）     | 克里斯多福·奈特斯 西蒙·J·史密斯 |                     | 張振聲 |
| 薑餅人（Gingerbread Man）          | 康瑞德·維隆                     | 劉傑                | 梁偉德 |
| 糕餅師（Muffin Man）               | 康瑞德·維隆                     | 曹冀魯              | 葉振聲 |
| 魔鏡（Magic Mirror）               | 克里斯·米勒                     | 李香生              | 高翰文 |
| 服裝師（Dresser）                  | 馬克·穆斯里                     |                     | 吳梅   |
| 速食店店員（Fast Food Clerk）      | 凱利·庫利                       | 姚敏敏              | 吳梅   |
| 工廠接待員（Factory Receptionist） | 凯利·阿斯博瑞                   |                     | 譚漢華 |
| 精靈（Elf）                        | 凱利·阿斯布瑞                   |                     | 譚漢華 |
| 貴族（Nobleman）                   | 凱利·阿斯布瑞                   |                     | 羅偉亮 |
| 艦長（Captain of the Guard）       | 安德魯·亞當森                   |                     | 黎家希 |

## 其它配音演员表
- Guillaume Aretos - Receptionist
- Kelly Asbury - Page/Elf/貴族/貴族的兒子
- Cody Cameron - 皮诺丘/ 三隻小豬
- Conrad Vernon - 薑餅人)/Cedric/Announcer/Muffin Man/大薑餅人Mongo
- Billy Ray Cyrus - 史瑞克王子
- Aron Warner - 大野狼
- Kelly Cooney - 速食店櫃臺人員
- Chris Knights - 三盲眼老鼠
- Mark Moseley - 魔鏡/Dresser
- Alina Phelan - 女僕1號 /其他女性2號
- Joan Rivers/Kate Thornton (僅在英國版中) - 演出自己
- Erika Thomas - 女僕2號
- 西蒙·高維爾 - 演出自己 (僅在DVD 版本)

## 成果
另一個不凡的項目是Joan Rivers的客串演出：這個記錄是第一次有真人在螢幕上，重現史瑞克的卡通造型。在DVD版本中的影片，出現了第二位真人客串的角色，即是在「離偶像遠的很歌唱比賽中」（Far Far Away Idol）擔任評審的西蒙·高維爾。

## 发行
史瑞克2當時計畫在2004年6月上映，在上映前一天也計畫在Nickelodeon的U-Pick Live中播放五分鐘的預告片。
這是首部同時在四千家戲院播放的影片，超過三千七百家在首映日同時放映。蜘蛛人2 是首日播放戲院紀錄保持（首日播放超過四千家），在同時播放的紀錄部分則排名第二。

## 电视播映
- 此片在美國電視聯播網的首映，是在2006年11月24日於 美國廣播公司於當晚8點（東岸）/7點（美國標準時間）播出，也已經在英國的British terrestrial television播映。
- 本片首次免費電視播映，是在2007年6月3日於澳洲播出，同時間也在澳洲標準時間的晚間八點半於Nine Network與WIN Television播出。
- 本片於2007年2月4日於福斯廣播公司拉丁美洲頻道（涵蓋墨西哥、哥倫比亞、阿根廷、委瑞內拉等地），在播出Garfield後也密集播出。
- 本片在2007年3月2日於波蘭的TVN播出。
- 本片在2007年4月6日於德國的ProSieben播出。
- 本片在2007年5月23日於義大利的 Canale 5播出。
- 本片在2007年8月25日於瑞典的Kanal 5播出。
- 許多人在不同的的娛樂論壇中，都預測《史瑞克2》將會成為在今年過年於BBC頻道首播。

### 票房
《史瑞克2》在美國戲院共上映21週，在2004年11月25日才下片。在國內（美國＆加拿大）獲得4億4千萬多美金的票房，而全球票房總計高達9億2千多萬美金。這使本片榮登美國全球票房紀錄第三名的位置，也是2004年票房第一的電影，DVD銷售與周邊商品的賣出也高達8億美金，這是迄今夢工廠收益最大的影片。
| 上一届： 《木馬屠城》 | 2004年美國週末電影票房冠軍 第21-22週 | 下一届： 《哈利波特－阿茲卡班的逃犯》 |
| 上一届： 《狙魔人》   | 2004年香港一週電影票房冠軍 第17週    | 下一届： 《明日之後》                 |

### 評價
本片收到相當多良好的評價，許多評價更高於上集的表現。評論收集網站Metacritic發現40份專業報紙、雜誌與網站影評給予本片的平均分數是75分（總分100）。Rotten Tomatoes網站史瑞克2則獲得89%的肯定評價。

### 「遠的要命王國」改編與實際名稱一覽表
按照出场顺序:
| 電影名                                                | 原來的真名                                                             |
| Far Far Away（遥远王国）                              | Hollywood                                                              |
| 豬肉畫刊（Pork Illustrated）                          | 運動畫刊（Sports Illustrated）                                         |
| 羅蜜歐大街（Romeo Drive）                             | Rodeo Drive（好萊塢知名商店街 Rodeo大街）                              |
| Farbucks Towing                                       | Starbucks Towing                                                       |
| Farbucks咖啡馆                                        | 星巴克咖啡馆                                                           |
| Fi Fe Fo Schwarz                                      | FAO Schwarz                                                            |
| 漢堡王子（Burger Prince）                             | 漢堡王（Burger King）                                                  |
| 離偶像遠的很歌唱比賽（Far Far Away Idol）             | 美國偶像歌唱比賽                                                       |
| Versarchery                                           | 服裝品牌凡賽斯（Versace）                                              |
| Saxon Fifth Avenue （Saxon意思是撒克遜人）            | 服裝品牌Saks Fifth Avenue                                              |
| Old Knavery（Knavery 意思是無賴作為）                 | 服裝品牌Old Navy                                                       |
| Old Knavery Kids                                      | Old Navy Kids（Old Navy童裝系列）                                      |
| Old Knavery Baby                                      | Old Navy Baby （Old Navy 嬰兒系列）                                    |
| Old Knavery Outflt                                    | Old Navy Outflt（Old Navy 套裝系列）                                   |
| Tower of London Records（此處變成位於倫敦唱片的高塔） | London Records 或 Tower Records （知名世界性唱片行）                   |
| Gap Queen                                             | 服裝品牌Gap (clothing retailer) You Mine Gap Women                     |
| Gap King                                              | 服裝品牌 Gap Men, Gap Kids, Baby Gap, Gap Outflt & GUP                 |
| Donkey Kong: Banana Kingdom（香蕉王國）               | 服裝品牌香蕉共和國（Banana Republic）                                  |
| Barneys Old York                                      | Barneys New York（美國知名百貨連鎖，故意把新-New，改成舊-Old）         |
| Abercrombie & Witch（亞伯克朗比及女巫）               | 服裝品牌亞伯克朗比及費區（Abercrombie & Fitch）                        |
| 很遠很遠的郵政服務 (FFAPS)                            | 美国邮政服务 (USPS)                                                    |
| Pewtery Barn（白鑞器皿倉庫）                          | Pottery Barn（知名家具公司，原意是～陶器倉庫～）                       |
| Pewtery Barn Baby                                     | Pottery Barn Baby                                                      |
| Pewtery Barn Kids                                     | Pottery Barn Kids                                                      |
| Pewtery Barn Outflt                                   | Pottery Barn Outflt                                                    |
| Friar's Fat Boy（化緣修士的胖男孩餐廳）               | Frisch's Big Boy (restaurant)（知名餐廳-Frisch的大男孩餐廳）           |
| Baskin Robinhood                                      | Baskin Robbins 31 Ice Cream Click Baskin Robbins（世界知名的31冰淇淋） |
| Armani Armoury Armoury Exchange                       | Armani Exchange（知名品牌喬治·亞曼尼的附牌）                           |
| Wheel of Torture（酷刑轉輪）                          | Wheel of Fortune（幸運轉輪）                                           |
| KNIGHTS（騎士）                                       | COPS（警察，在電視節目播出時的警察逮捕犯人節目）                       |
| Ye Olde Foot Locker                                   | Foot Locker（知名服裝品牌）                                            |
| Ye Olde Lady Foot Locker                              | Lady Foot Locker                                                       |
| Hooties                                               | Hooters（知名連鎖餐廳，有美麗好身材，穿迷你裙的女服務生）              |
| Far Far Away 警察总署(F.F.A.P.D.)                     | 纽约警察总署 (N.Y.P.D.)                                                |
| Talbots Queen (The Exit Kingdom)                      | Talbots（知名服裝品牌）                                                |

### 上映前一天
Say Goodbye Party To With Shrek Shrek the Third Just Shrek Then Bohort
- Coming Soon: 4 Things Opening In The November 25, 2007

### 「離偶像遠的很」歌唱比賽
在史瑞克2 DVD版本的結尾，史瑞克、費歐娜與 (他同時是Pop Idol與美國偶像（American Idol）的主要評審，-也舉辦了一個叫離偶像還遠的很歌唱比賽，下列是十組參賽者和比賽歌曲：
- 驢子和她的老婆噴火龍演唱 The Trammps的Disco Inferno"。
- 小木偶皮諾丘演唱 Styx的歌曲"Mr. Roboto."
- 灰姑娘的醜姊姊Doris(由拉里·金)配音演唱了辛蒂·羅波的歌曲 "Girls Just Want To Have Fun（女孩們只想有些樂子）
- 大野狼和三隻小豬合唱了杜蘭杜蘭的"Hungry Like the Wolf."（像野狼一樣的飢餓）
- 白馬王子演唱了Right Said Fred的"I'm Too Sexy."（我太性感了～）
- 三隻瞎老鼠演唱了Johnny Nash的"I Can See Clearly Now."（我現在看得很清楚～）
- 薑餅人Gingy和小精靈演唱了The Archies的"Sugar, Sugar."（蜜糖、蜜糖）
- 虎克船長演唱了Blue Swede的 "Hooked on a Feeling."（虎克就是Hook，指船長手上的鉤子，而當動詞有鉤住的意思，所以這首歌就有～鉤住那感覺～的雙關趣味）
- 長靴貓演唱Nancy Sinatra的"These Boots Are Made for Walkin'."（這雙靴子讓我能繼續向前）
- 史瑞克與費歐娜演唱The Romantics的"What I Like About You."

### 關於比賽的其他事項
- 如果某人除了史瑞克、費歐娜、驢子與長靴貓贏了。Simon Cowell 就會唱的"My Way "（奪標）這首歌。
- Doris-灰姑娘的醜姊姊贏得了 離偶像還遠的很（Far Far Away Idol）的線上比賽。 [3]

## 参看
- The 2001 film Shrek
- Shrek 2: The Motion Picture Soundtrack
- The 2007 film Shrek the Third
- List of animated feature-length films
- List of computer-animated films
- Shrek 2 (video game)
- Shrek Super Slam the video game